# Joseph Malric
Pour les articles homonymes, voir Malric.
Joseph Malric, né le 19 août 1852 à Sigean (Aude) et mort le 28 février 1909 à Sigean, est un homme politique français.

## Biographie
Notaire, maire de Sigean et conseiller général, il est député radical de l'Aude de 1881 à 1883, remportant l'élection face à Émile Digeon. Il est le petit-fils de Gabriel Malric, lui-même parlementaire de l'Aude. Il siège à l'extrême-gauche. Il démissionne en cours de législature, le 26 avril 1883.

## Source
- « Joseph Malric », dans Adolphe Robert et Gaston Cougny, Dictionnaire des parlementaires français, Edgar Bourloton, 1889-1891 [détail de l’édition]
- « Joseph Malric », dans le Dictionnaire des parlementaires français (1889-1940), sous la direction de Jean Jolly, PUF, 1960 [détail de l’édition]